# Kurkölnische Bergordnung

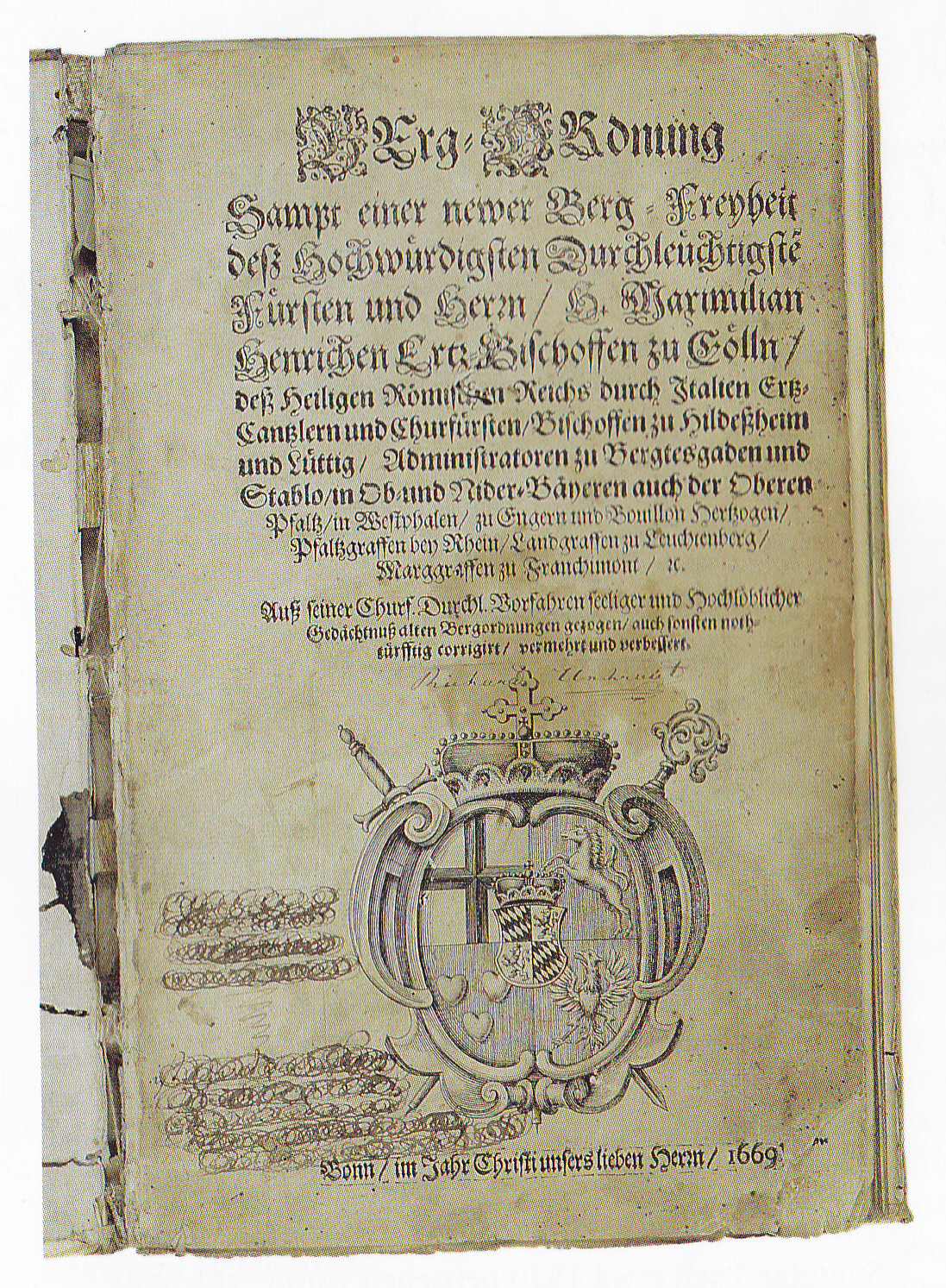
Kurkölnische Bergordnung von 1669

Die kurkölnischen Bergordnungen von der ersten von 1533 bis zur letzten von 1669 regelten das Montanwesen im Kurstaat und seinen Nebenländern dem Vest Recklinghausen und dem Herzogtum Westfalen. Auf Grund der Bedeutung von Bergbau und Verhüttung im letzteren Gebiet, regelten diese Ordnungen vor allem die dortigen Verhältnisse. Teilweise waren sie, obwohl sie für den ganzen Staat Geltung beanspruchten, nur auf bestimmte Reviere zugeschnitten. Die letzte Bergordnung galt auch nach dem Ende des Kurstaates im Gebiet des früheren Herzogtums zwischen 1803 und 1816 unter der hessen-darmstädtischen Herrschaft und bis zum Erlass des Allgemeinen Berggesetz für die Preußischen Staaten von 1865/68 auch in preußischer Zeit weiter.

## Überlieferung und Forschung
| Jahr | Titel                    | Erlass durch                   | Bemerkung |
| ---- | ------------------------ | ------------------------------ | --------- |
| 1533 | Kurkölnische Bergordnung | Hermann von Wied               |           |
| 1534 | Kurkölnische Bergordnung | Hermann von Wied               |           |
| 1549 | Kurkölnische Bergordnung | Adolf III. von Schaumburg      |           |
| 1557 | Kurkölnische Bergordnung | Anton von Schaumburg           |           |
| 1559 | Kurkölnische Bergordnung | Gebhard von Mansfeld           |           |
| 1669 | Kurkölnische Bergordnung | Maximilian Heinrich von Bayern |           |

Insgesamt sind sechs datierte Bergordnungen für Kurköln überliefert. Die Überlieferungsgeschichte ist problematisch. Wichtige Originalquellen sind bei der Zerstörung des Gebäudes des Oberbergamtes Bonn während des Zweiten Weltkrieges verloren gegangen. Da nur einzelne Bergordnungen zeitgenössisch im Druck erschienen sind, muss teilweise auf spätere Publikationen zurückgegriffen werden. Verschiedentlich tauchen in Archiven doch noch Originale auf, die diese Überlieferungslücken schließen oder zum Vergleich mit gedruckten Versionen dienen können.
Dies ist etwa bei der Bergordnung von 1549 der Fall, von der kein zeitgenössisches Exemplar existiert. Eine Abschrift aus dem 17. Jahrhundert fand sich im Archiv des Arnsberger Heimatbundes, dass heute im Stadt- und Landständearchiv Arnsberg aufbewahrt wird.
Ähnlich fand sich ein Exemplar der letzten Bergordnung von 1669 von der Hand des maßgeblichen Bearbeiters Christoph Frantze im Archiv des Schlosses Melschede der Freiherren von Wrede. Es handelt sich dabei um eine sorgfältig ausgeführte Handschrift, die mit einem Erlassmadat von Kurfürst Maximilian Heinrich von Bayern versehen ist. Dieser hat das mit einem Oblatensiegel beglaubigte Mandat selbst unterzeichnet. Auf einem Vorsatzblatt findet sich der Titel:

„Originale Bergordnung, warnach alle die getrückte Exemplare verfasset seint.“

Die Bergordnung selbst nimmt 247 gezählte Blätter ein. Am Ende findet sich ein handgezeichnetes kurfürstliches Wappen mit Monogramm. Dieser Fund lässt einen Vergleich mit der von Hermann Brassert in seiner Sammlung von Bergordnungen für die preußischen Lande abgedruckten Version zu. Verschiedene Bergordnungen sind in der Gesetzessammlung von Johann Joseph Scotti abgedruckt.
Durch Onlinequelleneditionen in Form vom Regesten und durch Digitalisate (Scotti, Brassert) sind die überlieferten Bergordnungen auch im Internet einsehbar. Die wissenschaftliche Erforschung der Bergordnungen ist durch mehrere Aufsätze und eine ausführliche Behandlung in einem handbuchartigen monographischen Werk seit einigen Jahren deutlich vorangekommen.

## Geltungsbereich
Der Geltungsbereich der kurkölnischen Bergordnungen war der eigentliche Kurstaat am Rhein und dessen Nebenländer das Vest Recklinghausen und das Herzogtum Westfalen. Da es im Kurstaat selbst außer Kupferbergbau bei Rheinbreitbach kaum Bergbau gab, galten die Regelungen vor allem für die Montanindustrie des Herzogtums Westfalen. Bezeichnenderweise wurde die erste Bergordnung auch nicht in Bonn, sondern auf Schloss Arnsberg erlassen. Obwohl die Bergordnungen für die „kurkölnischen Lande“ ausgestellt worden waren, wurden die Ordnungen bis 1559 auf Grund bestimmter lokaler Gründe erlassen und dürften in ihrer Gültigkeit ebenfalls begrenzt gewesen sein. Es ist auch darauf hinzuweisen, dass es sich bei den Bergordnungen um normative Schriften handelt. Sie spiegeln einen Sollzustand und nicht unbedingt die Realität des regionalen Bergbaus wider.

## Bergordnung von 1533

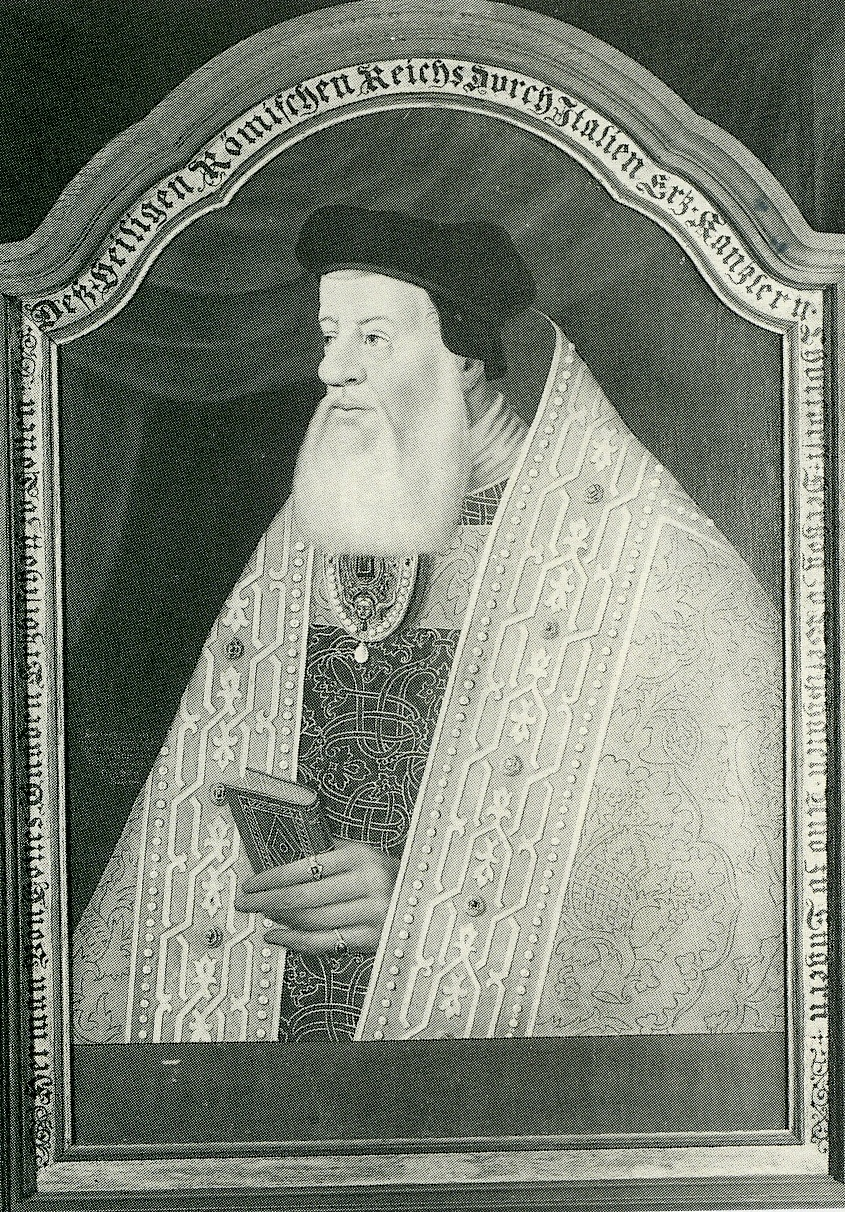
Hermann von Wied

Die ältere Forschung (Brassert/Scotti) ging noch davon aus, dass die erste bekannte Bergordnung von 1533 frühere Vorläufer gehabt haben muss. Scotti nimmt eine Bergordnung vom Beginn des 15. Jahrhunderts an. Dies wird heute eher bezweifelt. Dabei wird auf einen Bergprozess von 1482 rekurriert, den die Herren von Neheim gegen den Landesherren geführt hatten. Dabei berief sich der Erzbischof auf die Goldene Bulle und damit auf das Reichsrecht. Dies wäre nicht nötig gewesen, wenn zu dieser Zeit bereits eine eigene Bergordnung vorgelegen hätte.
Wenn auch nicht eine Bergordnung im eigentlichen Sinn gab es 1530 mit der Verleihung einer Erbstollengerechtigkeit an eine Gruppe von Gewerken am Erbenstein bei Endorf durch Kurfürst Hermann von Wied Ansätze zur Ausgestaltung eines Bergrechtes.
Die erste Bergordnung von 1533 bezog sich noch stark auf den Erbstollen am Erbenstein, war aber gegenüber dem Dokument von 1530 deutlich ausgeweitet worden. Die Ordnung bestand aus 32 Artikeln. Neu waren die Bestimmungen zur Größe der Grubenfelder. Dabei orientierte sie sich an Vorbildern aus anderen Revieren. Brassert beschreibt sie als einen bunt zusammengestellten Text mit Lücken in wichtigen Bereichen ohne inneren Zusammenhang. Von einer Kodifizierung des gesamten Bergrechtes könne daher noch nicht die Rede sein, vielmehr sei es primär darum gegangen, dem zu Beginn erwähnten Bergmeister grundlegende Anweisungen an die Hand zu geben. An vielen Stellen scheine überdies noch das regionale Gewohnheitsrecht durch.
Neu war, dass die Bergverwaltung sich von der Forstverwaltung zu lösen begann. Wurden 1530 noch ein Bergvogt und der Holzförster als für den Bergbau Verantwortlich genannt, sah die Bergordnung nunmehr die Ernennung eines Bergmeisters vor.

„Nach Bedarf wird ein berchmeister zu und uff dy berge eingesetzt.“

„Der Bergmeister hat Vollmacht, alle alten und neuen Gruben (groben) zu verleihen (verlehen).“

Ebenfalls in die Richtung einer Bergverwaltung wies die Tendenz zur Verschriftlichung. Der Bergschreiber hatte die Verleihung von Gruben in ein Bergbuch einzutragen (§ 3). Gegen Gebühr mussten auch Besitzveränderungen dort registriert werden (§ 4).
In den Paragrafen 5 bis 7 wurde die Größe von Grubenfeldern festgelegt. Zuständig für die Vermessung der Gruben war der Bergmeister (§ 8). Der direkte Bezug zum Erbenstein aber auch die darüber hinausgehende Geltungskraft der Ordnung werden in § 9 deutlich, in der es um die Abgaben des Neunten ging.

„Der Erbstollen am Erbenstein oder an anderen Orten soll, gleich in welchen Metallen, den neunten Zentner abgeben (borren den nunden zyntener es sy was metaell is wyll).“

Die Bergbautreibenden genossen beträchtliche Vergünstigungen. Sie durften gegen Entschädigung eigene Wege über Felder anlegen (§ 10).

„Alle Bergwerksbetreiber sollen strack sygerheit und fryheit haven, uiß, in und off den berg zu ryten, zu gaen und zu staen.“

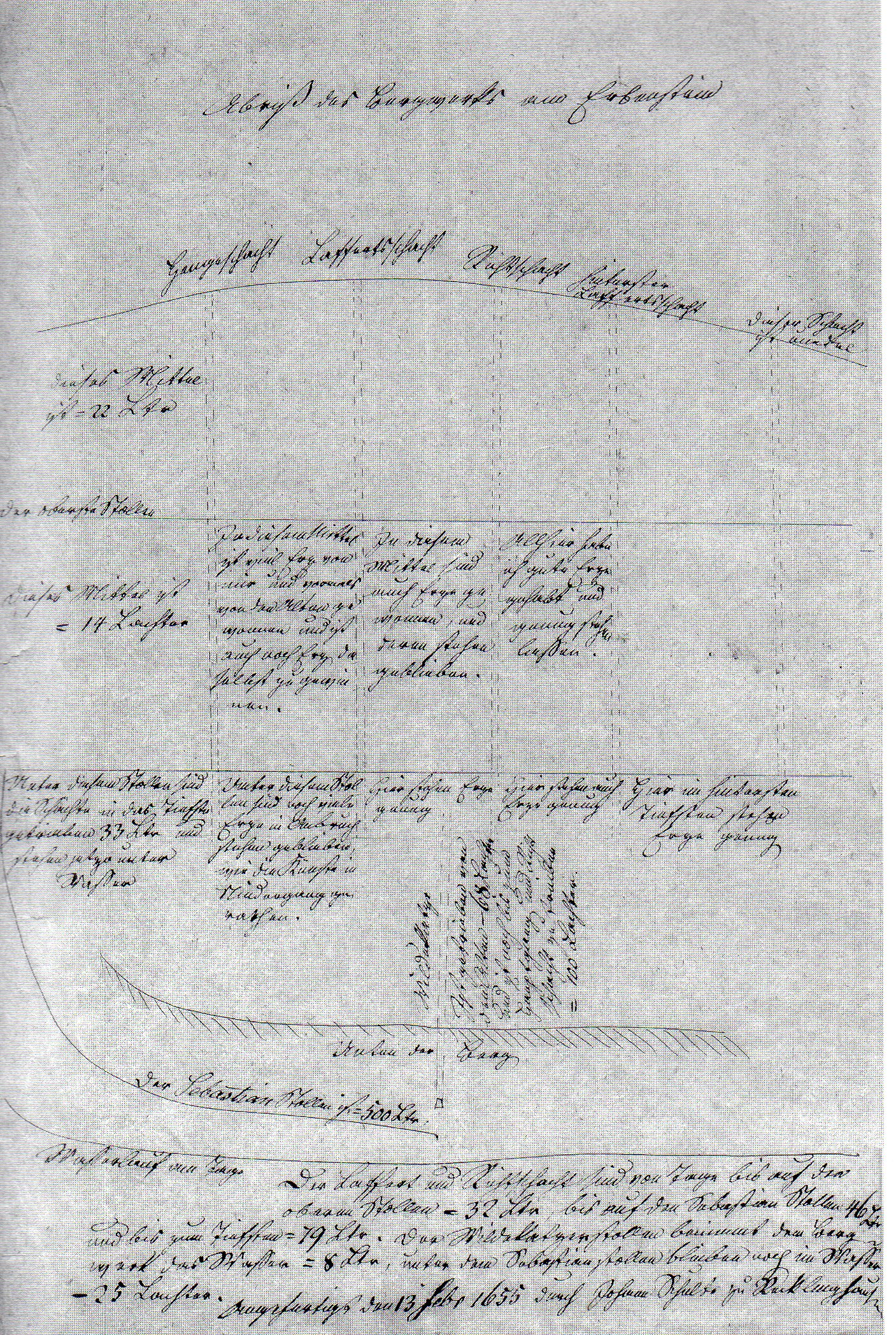
Abriss des Bergwerkes am Erbenstein mit den verschiedenen Schächten, der Lage des obersten Stollens, des Sebastiansstollens und des Wilde Katzen Stollen. Angefertigt von Steiger Johann Schulte am 13. Februar 1655

Bergschreiber und Bergmeister waren zu dieser Zeit noch die einzigen kurfürstlichen Bergbeamten. Eigene Bergrichter gab es noch nicht. Diese Aufgabe übernahm der Bergmeister zusammen mit ausgewählten Berggeschworenen (§ 22, 28, 31). Er hatte auch zur Verhinderung von Diebstählen die Strafgewalt auf den Schmelzhütten (§ 12). Bei Gewalttätigkeiten durfte der Bergmeister den Übeltäter gefangen nehmen lassen und an Leib und Gut strafen (§ 13). Ähnlich auch § 14:

„Der Bergmeister kann denjenigen, der einen anderen uff unser fryheit vorsätzlich schlägt, bestrafen, damit Friede und Einigkeit beim Bergwerk erhalten bleibt.“

Neben den Bergleuten in engeren Sinn sah bereits die erste Bergordnung Bestimmungen für weitere mit dem Bergbau verbundene Personenkreise vor. Dies galt etwa für die Versorgung mit Holzkohle.

„Alle, die Holz und (Holz-)Kohlen zum Bergwerk bringen, sollen ebenfalls des berchwerks aingezaichneter fryheyt genießen. Der Bergmeister soll ihnen zu ihrer Bezahlung verhelfen.“

Bemerkenswert ist, dass die Orte, wo die vom Bergrecht erfassten Personen lebten, begrenzte (§ 15) Rechtsbezirke waren, die als Freiheiten (§ 14) bezeichnet wurden.
In § 16 wurde geregelt, dass Markscheidearbeiten nur von solchen Personen ausgeübt werden durften, deren Eignung vom Bergmeister zuvor geprüft worden war. Bei Streit über Vorschüsse (Verlage) hatte der Bergmeister zu entscheiden (§ 17). Bei Flucht eines Schuldners konnte dessen Besitz durch den Kläger oder Verleger gepfändet werden (§ 18). Mit den Verlegern ist eine weitere mit dem Bergbau verbundene Personengruppe genannt.
Vor allem finanzielle Privilegien sollten den Bergbau und die Verhüttung für Investoren attraktiv machen. Gewonnenes Blei oder andere Metalle sollten ebenso wie Zulieferungen für den Bergbau zollfrei sein (§ 19). Noch deutlicher der nächste Punkt:

„Der Erzbischof sichert allen Gewerken, Knechten, Kaufleuten oder anderen Schutz von Leben und Gut zu. Bauen sie Häuser, Mühlen oder Schmelzhütten, die dem Bergwerk oder den Gruben dienen, sollen sie von Bede, Schatzung und Frondiensten (aller beiden schatzung und fronen) befreit sein, solange das Bergwerk betrieben wird.“

Das heißt, die Bergbautreibenden und Personen, die in die nötigen Baulichkeiten investierten, waren von der Fronarbeit und allen Abgaben befreit.
Die noch nicht völlig vollzogene Trennung vom allgemeinen Recht zeigt sich darin, dass die Berggeschworenen teils auf Grundlage des Bergrechts, teils auf Grundlage des Landrechts bestimmt wurden (§ 21). Die folgende Bestimmung (§ 22) regelt die Kosten der Berggerichtsverfahren und bestimmte, dass der Verlierer des Prozesses auch die Kosten der Gegenseite zu tragen hatte. In § 28 behält sich der Erzbischof sein Berggericht („gerychte zum berchwerk“) vor und bevollmächtigt den Bergmeister, Strafen auszusprechen. Um Kosten zu vermeiden, soll jeder dort seine Sache selbst vertreten, geistliche Anwälte („kein redener, der geystlych is“) waren untersagt.
Der Landesherr zog aus dem Bergbau insbesondere Gewinn aus dem zu zahlenden Bergzehnten. Auch für dessen Einziehung galt die Schriftlichkeit:

„Der Bergmeister soll den Zehnt einziehen, darüber Aufzeichnungen anlegen (mit flyß offschryven, wais dy arbeit gyt) und alle eingezogenen Stücke mit Marken versehen.“

Die Arbeitszeit war im § 24 geregelt:

„Man soll jeden Morgen um sieben Uhr einfahren und bis elf arbeiten, nachmittags um ein Uhr wieder einfahren und arbeiten bis fünf Uhr nach erkenntniß des hoitmans.“

Bei Bedarf sollte der Bergmeister Bestimmungen aus dem Bergbuch d. h. der Bergordnung vorlesen (§ 25).
Bergbauwillige egal ob aus dem Aus- oder Inland hatten, nachdem sie um Belehnung nachgesucht hatten, innerhalb von vierzehn Tagen mit dem Bau zu beginnen, ansonsten würde die Erlaubnis erlöschen („ins Freie fallen“) (§ 26). Gewerke, die gegen den Mehrheitsbeschluss ihrer Mitgewerken nicht abbauten, sollten nach einer Frist von drei Tagen ihre Anteile verlieren (§ 27).
Auch wurden Festlegungen zur Freizügigkeit von lohnabhängigen Arbeitskräften getroffen.

„Fronherr und Bergknechte sollen das Land vor Schaden bewahren. Ihnen ist gestattet, mit sunneschyn uiß und in zu gehen. Ziehen sie schon nach acht Tagen, früher oder später, weiter, soll ihnen der entsprechende Lohn für eine Woche Arbeit gezahlt werden.“

Der Bergmeister und die Geschworenen hatten einen besonderen Eid zu leisten (§ 31). Landesherrliche Beamte und Amtleute, die gegen die Bergordnung verstießen, hatten mit schweren Strafen zu rechnen (§ 32).

## Bergordnungen von 1534 bis 1559

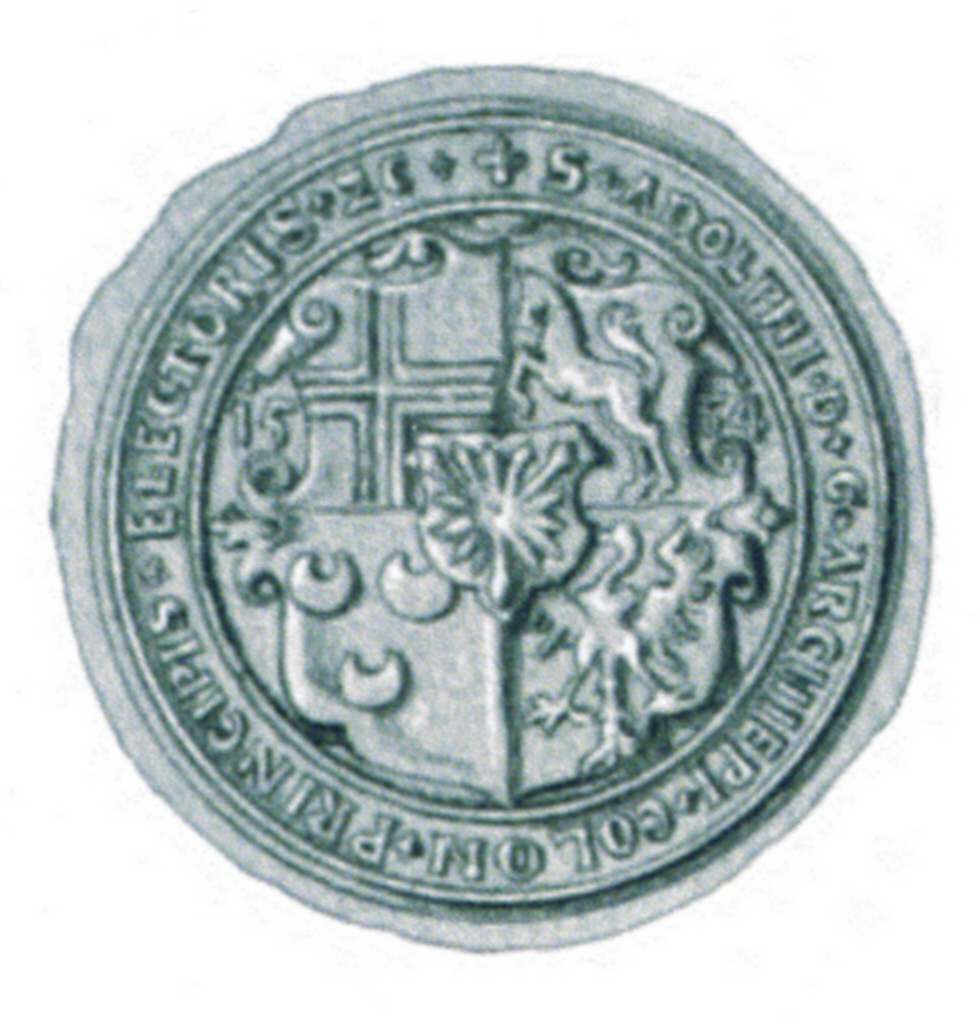
Siegel des Adolf von Schaumburg aus der Zeit um 1545–1556

Da die Bergordnungen von 1534, 1549 und 1559 inhaltlich übereinstimmen, werden sie hier gesammelt betrachtet. Dazu zählt auch eine weitere undatierte Bergordnung, die aber wahrscheinlich aus der Mitte des 17. Jahrhunderts stammt. Diese stimmt inhaltlich mit der von 1549 weitgehend überein, bezog sich auf Silberfunde auf der Breitenhardt. Sie wurde erlassen, weil man dort größere Lagerstätten vermutete.
Ob die erste Bergordnung von 1533 tatsächlich Geltungskraft erlangte, ist unsicher, da nur wenige Monate später im Jahr 1534 eine neue Bergordnung erlassen wurde. Eine Begründung für die rasche Aufeinanderfolge fehlt. Brassert spekulierte wenig glaubhaft, dass der inzwischen eingetretene Aufschwung des Bergbaus eine neue ausführlichere Ordnung nötig gemacht hätte. Auch diese Bergordnung sei im Vergleich mit ähnlichen Ordnungen anderer Regionen noch nicht vollständig, aber die landesrechtlichen Besonderheiten wären durch die Verwendung sächsischer und böhmischer Vorbilder überwunden worden. Es gibt Übereinstimmungen bis hin zu Formulierungen mit der herzoglich sächsischen Bergordnung von 1509. Ähnlichkeiten bestehen auch mit der späteren Bergordnung für Nassau-Katzenelnbogen von 1559. Deutliche Ähnlichkeiten zu Sachsen sieht auch Wilfried Reininghaus. Allerdings hat die kurkölnischen Bergordnung das Vorbild nicht hinsichtlich der Systematik kopiert. Die Nähe zu den sächsischen Ordnungen wird etwa in der Übernahme der Begrifflichkeit unter anderem Kux oder Zechen deutlich.

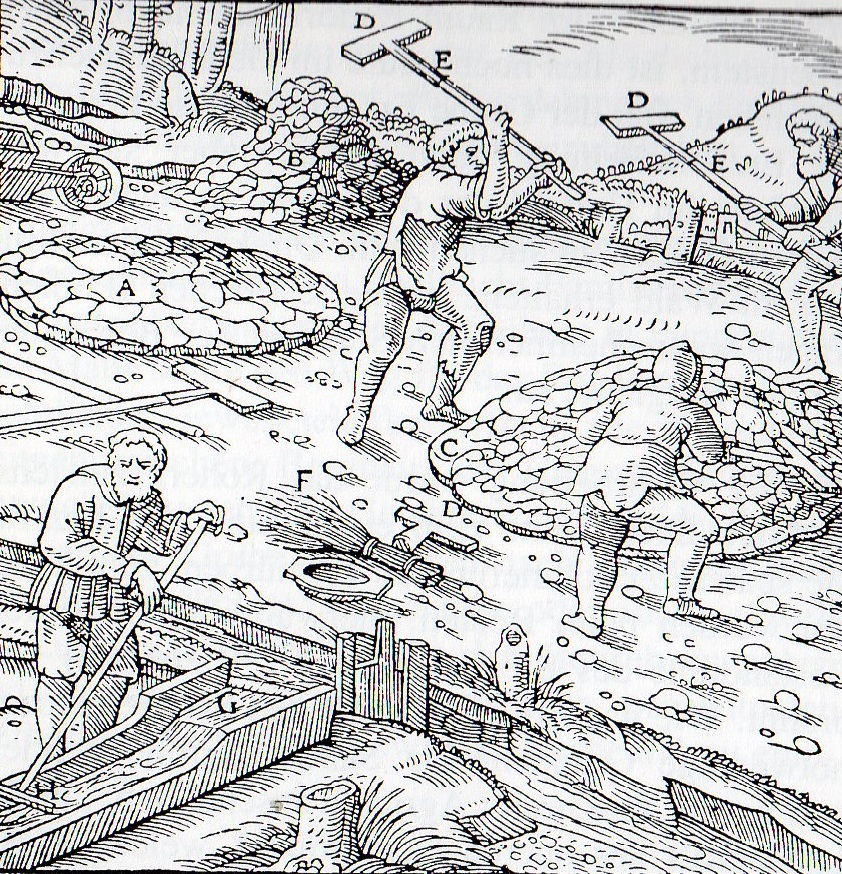
Verarbeitung von Bleierzen in Westfalen (nach Georgius Agricola 1556) (A) ein Setzpflaster, (B) Erzstücke, (C) ein Setzpflaster voll Erzstücke, (D) ein eiserner Schlägel mit Stiel (E),(F) ein Besen, (G) ein kurzer Herd, (H) die Kiste

Unterschiede zwischen der Fassung von 1534 und der von 1549 bestanden möglicherweise in der einleitenden Narratio. Dort ist von dem Wunsch von Gewerken die Rede, eine Bergordnung zu erlassen. Konkreter Hintergrund könnte die Bergbautätigkeit des Arnold von Kempen zu dieser Zeit am Erbenstein gewesen sein.
Im Vergleich zu 1533 hat die Ausführlichkeit der Bergordnungen zugenommen. Nunmehr bestand der Text aus 44 Artikeln. Deutlicher als früher wurden Tätigkeiten wie das Muten, Schürfen oder Verleihen beschrieben. Auch war er systematischer aufgebaut und regelte neue Sachverhalte.
In § 1 wurde der für den Bergbau eingerichtete Sonderrechtsbezirk begründet, in den landesherrliche Beamte nicht eingreifen durften. Im Anschluss ging die Ordnung auf das Suchen von Erzen und die Verleihung von Berechtigungen ein (§§ 2 bis 8). Dabei war überall die Suche nach Erzen mit Ausnahme unter Häusern gestattet („disch, bethstatt und fewerstett,“ § 4).
In § 9 und an anderen Stellen (§ 14 und 23) wird zumindest indirekt auf das Verhältnis zwischen Städten und Bergfreiheiten eingegangen und beide unterschieden. Die Anlage von Erbstollen wird von der landesherrlichen Erlaubnis abhängig gemacht (§ 10). Neu aufgenommen wurden die Bestimmungen zu Zubußen (§§ 12 bis 14).
Die Rechte der Gewerken wurde geklärt (§§ 15 bis 24). Die Formulierungen lassen darauf schließen, dass eine beträchtliche Anzahl der Gewerken nicht aus dem Herzogtum Westfalen selbst kamen. Sie waren auf Verwalter und Faktore angewiesen. Alle, die wegen des Bergbaus in das Land kommen, erhalten landesherrliches Geleit. Zuwandernde Bergbautreibende standen unter landesherrlichem Schutz (§ 35). Außerdem wurde ihnen Freizügigkeit zugesichert:

„Jeder, der mit seinem Haushalt(wesen) zum Bergwerk kommt, genießt freien Zu- und Abgang.“

Eigene Artikel beschäftigten sich mit den Hütten (§§ 25 bis 27) oder den Faktoren (§§ 28 und 29). Es folgten in den nächsten zwölf Artikeln verschiedene wirtschaftspolitische und rechtliche Aspekte. Darunter war das kurfürstliche Vorkaufsrecht für Silber (§ 33). Auf Widerruf und auf Bezahlung konnten die Gewerken Bauholz aus den landesherrlichen Wäldern entnehmen (§ 34).
Klar ist, dass zum weiteren Zuzug von Bergleuten deren Privilegien vergrößert wurden. Sie waren der Macht der Drosten und Amtsleute nunmehr entzogen. Sie waren nur dem Gericht des Bergmeisters unterworfen (§ 38). Interne Streitigkeiten außerhalb des Bergwerks selbst konnten die Bergleute selbst klären. Dazu konnten sie Richter und Geschworene unter sich wählen (§ 39). Dieses Gericht der Bergleute stand neben dem des Bergmeisters, der für alle Rechtsstreitigkeiten des Bergwerksbetriebs selbst zuständig war (§§ 28 bis 32). Die besonderen Gerichte der Bergleute können als Basis der im Verlauf des 17. Jahrhunderts entstehenden Bergfreiheiten Silbach und Endorf gelten.
Die im Kern mit dem Text der Bergordnung von 1549 übereinstimmende undatierte Ordnung aus der Mitte des 16. Jahrhunderts ging von nennenswerten Funden nicht nur von Kupfer, sondern auch von Edelmetallen wie Gold und Silber (§ 56) aus. Geregelt wurde die Herstellung von Münzen (§ 54) und gegen Bezahlung die Ablieferung des Silbers an eine kurfürstliche Silberkammer (§ 36). In diesen Bestimmungen kam das fiskalische Interesse des Kurfürsten besonders deutlich zum Ausdruck.
Die von Anton von Schaumburg 1557 erlasse Bergordnung ist nicht erhalten, erhielt aber wohl keine Neuerungen. Gleichzeitig mit der Bergordnung erschien 1557 ein kurfürstliches Patent zur Ernennung eines Bergvogtes und eines Bergmeisters für das Herzogtum Westfalen Die Bergordnungen von 1549 und 1557 waren demnach nur dem Namen nach neue Bergordnungen. Tatsächlich waren es im Wesentlichen wiederholte Publikationen der Ordnung von 1534.

## Bergordnung von 1559

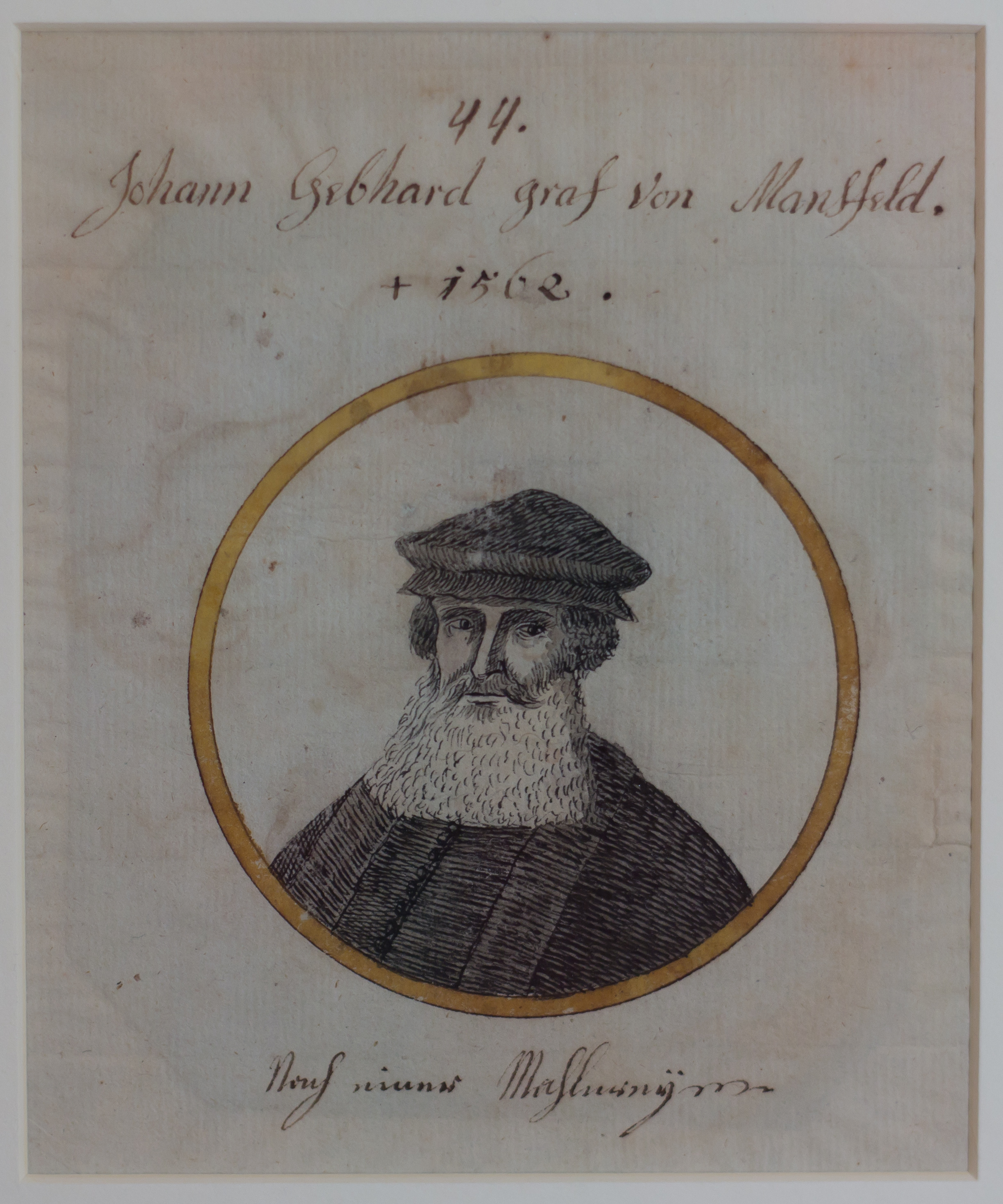
Gebhard von Mansfeld

Den Bergbautreibenden reichten die bislang gewährten Privilegien nicht aus. Sie verlangten nach ähnlichen weitgehenden Rechten, wie es sie in einigen anderen Territorien gab. In einer Petition wandten sich Gewerke aus Bergwerken „uff dem sylberge im grunde sydlingkhausen assingkhusen elpe und ramsbecke“ Anfang September 1558 an den Landesherren. In acht Artikel verlangten sie im Wesentlichen: Die unbeschränkte Anlage von Wegen zu den Berg-, Poch- und Hüttenwerken, die Nutzung der Wassergefälle, freies Bau- und Kohlholz, Befreiung der Gewerken von öffentlichen Abgaben, Erlass des Zehnten auf zehn Jahre, zins- und zollfreier Vertrieb der Metalle sowohl im In- wie auch im Ausland, Gestattung eines freien Wochenmarktes und freien Gewerbebetriebes auf den Bergwerken, freie und sichere Zufuhr und Straßen dorthin, Anstellung sachkundiger Amtsträger und völlig freie Disposition über Bergwerksvermögen. Das Ansinnen wurde nicht nur an den Kurfürsten Gebhard von Mansfeld, sondern auch an dessen Bruder den Grafen Hans Georg zu Mansfeld und Helderungen gerichtet, weil man diesen für einen „libhaber und förderer der Bergkwerge“ hielt.
Der Kurfürst ging auf das Ersuchen ein und ließ Vorschläge zur Förderung des Bergbaus erarbeiten. Als notwendig wurde dabei die Gewährung von Bergfreiheiten nach sächsischem und böhmischen Vorbild und eine Bergordnung, die sich ebenfalls an Sachsen und Böhmen orientierte, erachtet. Tatsächlich wurde im Juni 1559 eine Bergfreiheit verkündet, die den Bergbau mit erheblichen Privilegien ausstattet. Kurz danach wurde auch eine neue Bergordnung erlassen. Beide Dokumente wurden in Köln gedruckt. Exemplare der Bergfreiheit wurden auch in andere Territorien geschickt, wohl um für Investitionen im Herzogtum Westfalen zu werben.
Als Gründe für den Erlass einer neuen Bergordnung wurden im Wesentlichen zwei Gründe angegeben. Zum einen seien die bisherigen Bergordnungen im Verlauf der Zeit in Unordnung geraten und zum anderen hätte der Krieg – gemeint ist wahrscheinlich der Schmalkaldische Krieg – auch in Bergbaudingen negative Auswirkungen gehabt.

„Während der beschwerlichen kriegs und kriegs und sunst geschwinden zeiten und leufften, auch ihnen ihre teil eingezogen worden vor einigen Jahren sind viele Gewerken abgezogen (abschewig und auflessig geworden).“

In Krieg und Frieden soll keinem Gewerke ein Bergwerk entzogen werden. Bergschulden, Zubuße und Hüttenkost, müssen allerdings beglichen werden. Konfiskationen durch den Landesherrn sollten künftig unterbleiben (§ 1). Trotz der Klagen über die Zeitverhältnisse, hat aber dennoch eine erhebliche Ausweitung des Bergbaus stattgefunden. Insbesondere das Hereinströmen auswärtigen Kapitals hatte Regelungsbedarf erkennen lassen.
Die Bergordnung orientierte sich nach Brassert fast vollständig am sächsischen Bergrecht und folgte teilweise wörtlich der Bergordnung von August von Sachsen von 1554. Dies ging so weit, dass Bereiche wie etwa der Zinnbergbau, der für das Sauerland keine Rolle spielte, darin enthalten blieben. Die neuere Forschung urteilt da vorsichtiger. Auch für sie steht die Orientierung an auswärtigen Vorbildern nicht in Frage, gleichwohl sind wohl doch auch spezielle regionale Aspekte mit eingeflossen. Dazu zählt unter anderem die Bestimmung zu den Juden:

„Es ist zu erfahren, daß solch ertz und silber den juden, die ihren unterschleiff und practicen in unsere lande machen, sol underschoben und von ihnen auffgekaufft und fürder aus unsere landen verschleifft werden. Wirte [in Bergstädten], die Juden beherbergen, sollen diese warnen.“

Auch die Erwähnung, dass es um Erbstollen viel Streit gegeben hatte und die daraus hervorgehende ausführliche Regelung dieses Aspekt (§ 82), verweist auf regionale Problemlagen.
Inhaltlich bedeutend war die Regelung der (finanziellen) Verhältnisse der Gewerken vor Ort und den oft auswärtigen Verlegern. So hatten die Verleger und nicht die Gewerken die Zubuße zu zahlen (§ 63) Versuchten die Verleger die Arbeiter mit Waren statt mit Geld abzufinden, sollte dies vom Bergmeister untersucht und bestraft werden (§ 64). Es war ein Dreischichtbetrieb vorgesehen.

„Die erste Schicht fährt früh um vier Uhr ein, die zweite um 12 Uhr, die dritten um 8 Uhr abends. Jeder soll acht Stunden in der Schicht bleiben und nicht eher vom Ort fahren, bevor der Steiger ausklopft. Steiger und Schichtmeister sollen keine Mietjungen und Knechte, die das Bier zutragen, halten oder einer dem anderen zu Gefallen Verwandte einstellen. Einheimische sollen vor fremden Bergleuten Arbeit erhalten.“

Wo keine drei Schichten gefahren wurden, waren Nachtschichten untersagt. (§ 75) Neben der Förderung des Betriebs der Bergwerke ging es der Bergordnung auch um den Schutz der Bergleute, so waren Doppelschichten untersagt. Indes sind sozialdiziplinarische Tendenzen nicht zu verkennen.

„Der gute Montag und die Bierschichten werden bei harter Strafe für Zuwiderhandeln abgeschafft.“

Eine weitere Tendenz war die deutliche Ausweitung der Bestimmungen zum Hüttenbetrieb. Kam die Bergordnung von 1549 noch mit wenigen Artikeln aus, waren es nunmehr sechzehn Paragraphen. Diese quantitative Ausweitung spiegelt die inzwischen gewachsene Zahl der Hütten wider. Hüttenreiter sollten tägliche die Betriebsstätten besuchen und kontrollieren (§ 12). Offenbar gab es Konkurrenz um qualifizierte Fachkräfte. Schmelzer durften nicht während des Schmelzens abgeworben werden (§ 97). Für die Hüttenarbeiter wurde eine eigene Schiedsgerichtsbarkeit eingeführt (§ 89). Schriftlichkeit im Hüttenbetrieb und die Bestimmung das die Verhüttung nur auf bestimmten Hütten stattfinden durfte, waren landesherrliche Kontrollmaßnahmen gerade mit Blick auf die Gewinnung von Silber. Nicht einbezogen in die Bergbauordnung waren die Hammerwerke. Dies geschah erst 1669.
Vorgesehen war der Aufbau einer auch personell starken Bergverwaltung.

„Es werden ein Oberhauptmann, ein Oberbergmeister und ein Bergvogt an Stelle des Landesherrn eingesetzt sowie in jeder Bergstadt je nach Größe der Bergwerke, ein Bergmeister, Geschworene, Zehntner, Austeiler, Gegenschreiber, Hüttenreiter, Probierer, Silberbrenner und Markscheider. Schichtmeister und Steiger dürfen ohne Erlaubnis der Bergbeamten nicht von den Bergwerken abreisen.“

Diese große Zahl von Bergbeamten war eine Übernahme des sächsischen Vorbild. Dies hatte es in der Realität des sauerländer Bergbaus nicht gegeben. (§ 3)

## Bergordnung von 1669

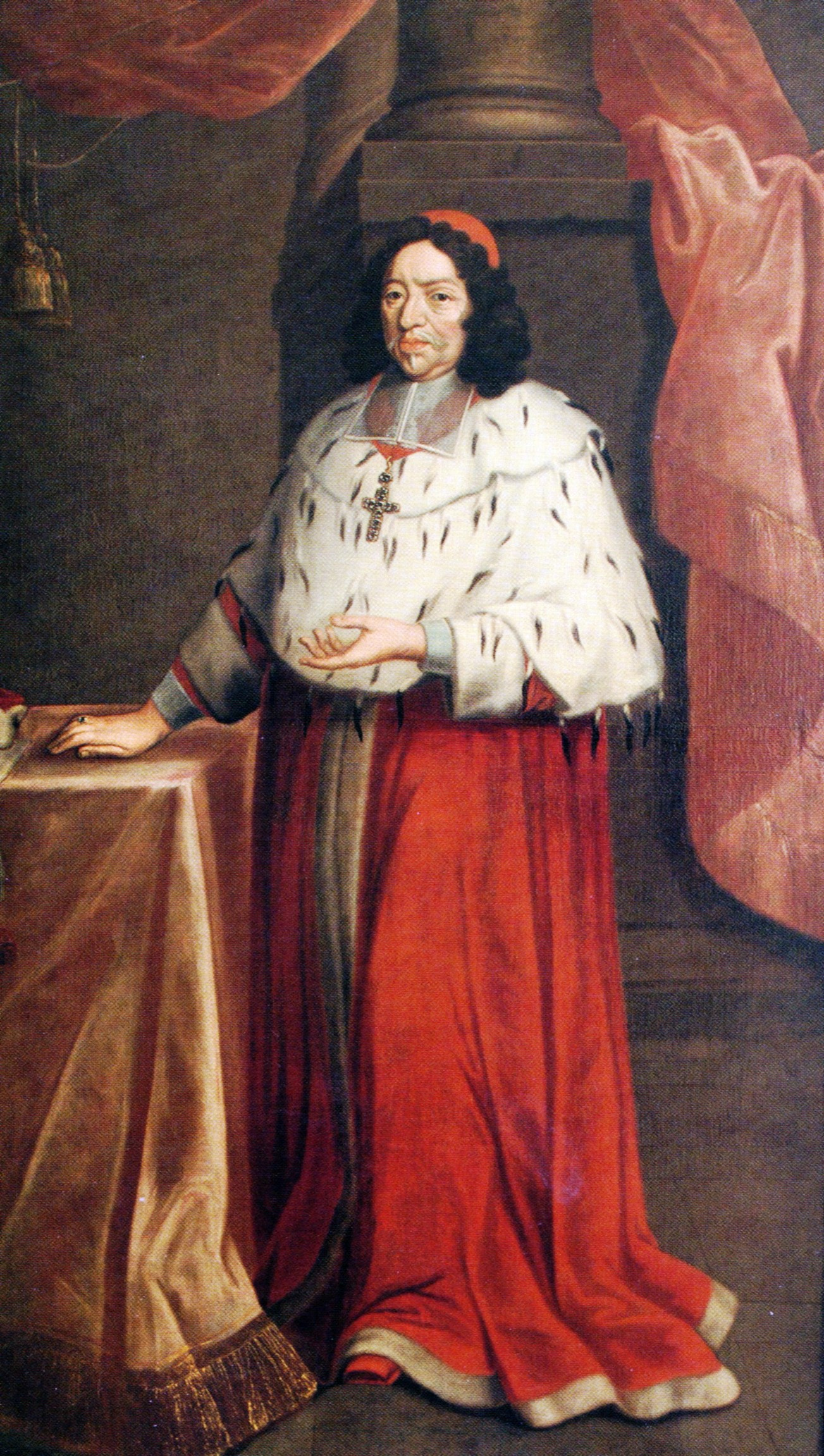
Lebensgroßes Bildnis von Maximilian Heinrich (heute im Sauerland-Museum in Arnsberg)

Im Jahr 1668 legte der Bergmeister Engelhardt einen besorgniserregenden Bericht zum Zustand des Bergwesens im Herzogtum Westfalen vor. Viele Bergwerke waren in Folge des Dreißigjährigen Krieges verfallen, auf Grund von akutem Geldmangel sei kaum Bereitschaft vorhanden in den Bergbau zu investieren. Neben anderen Vorschlägen regte Engelhardt an, die Bergordnung von 1559 zu überarbeiten und drucken zu lassen, da kaum noch Bergordnungen im Umlauf waren.
Nach dem Tod Engelhardts und der Ernennung von Christoph Frantze zum Bergmeister hat dieser eine neue Bergordnung ausgearbeitet. Auch die Bergordnung von 1669 orientierte sich an vorhandenen Vorbildern. Besonders deutlich ist die Nähe zu einem Buch von Georg Engelhard von Löhneysen: Bericht vom Bergkwerck … von 1617. Gegen Ende des 18. Jahrhunderts galt die Bergordnung sogar fast als eine Kopie des Buches von Löhneyß. Aber schon Brassert hat im 19. Jahrhundert darauf hingewiesen, dass es deutliche Abweichungen und regionale Bezüge in der Bergordnung gab und diese daher einen eigenständigen Wert hätte. So war die Ordnung für die Olper Breitschmiedezunft ein solcher regionaler Aspekt. Der Historiker Horst Conrad urteilt gar, dass die Bergordnung von 1669 trotz des Rückgriffs auf Vorbilder zu den „bedeutendsten Montangesetzgebungen der Zeit“ gehörte.
Hauptziel der neuen Bergordnung war es, die Krise der Montanindustrie in Folge des Dreißigjährigen Krieges zu überwinden. Allerdings sind die Klagen über die Kriegs- und Zeitläufte fast wörtlich aus der Ordnung von 1559 übernommen. Ein großer Unterschied zu den früheren Ordnungen war der systematische Aufbau. Nunmehr war der Text in vierzehn Teile mit jeweils bis zu 37 Artikel gegliedert. Auch der Textumfang war beträchtlich. Im Druck bei Brassert war die Bergordnung von 1669 über 150 Seiten lang.

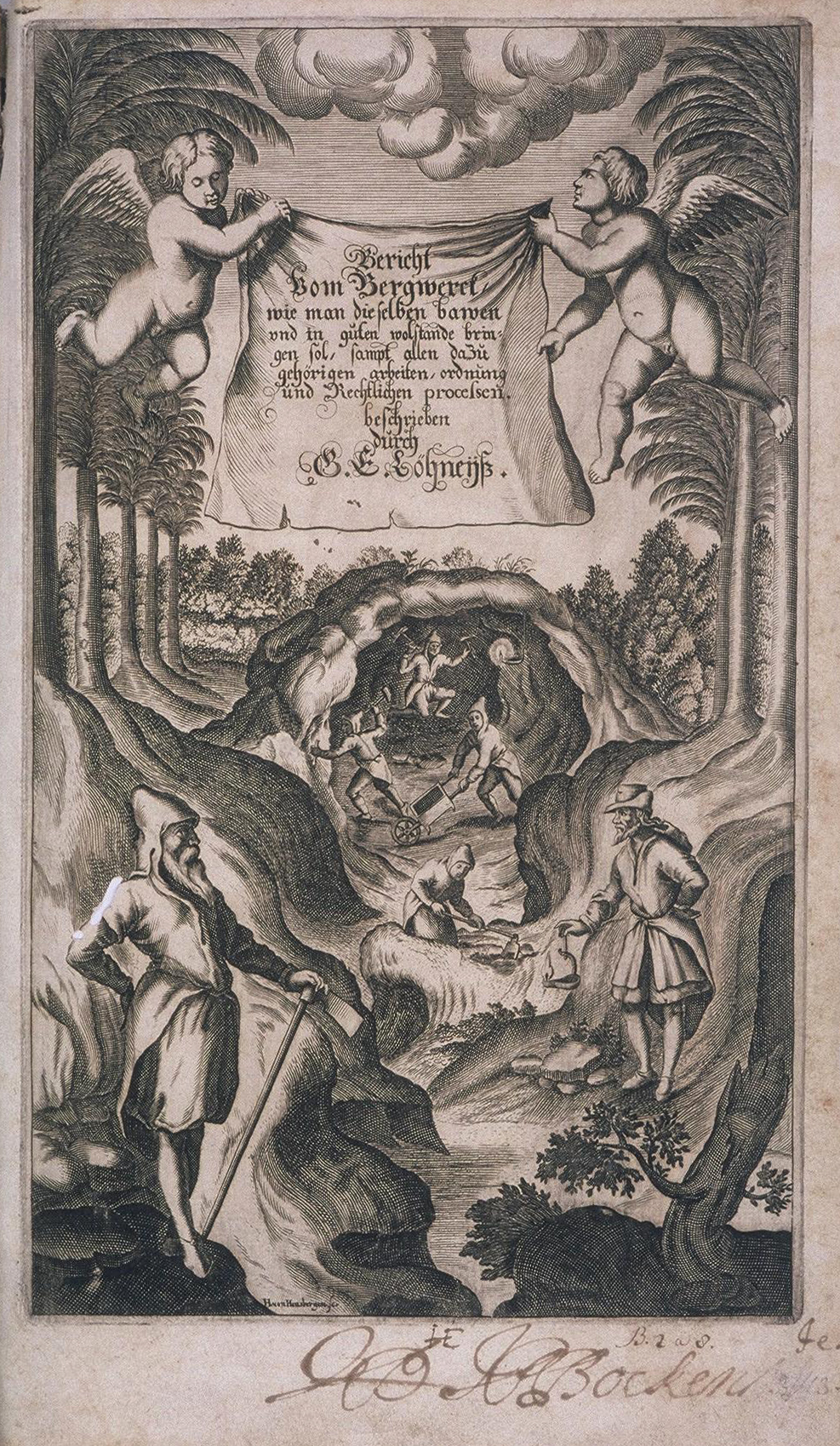
Titelkupfer von: Georg Engelhard Löhneysen Gründlicher und außführlicher Bericht von Bergwercken, wie man dieselbigen nützlich und fruchtbarlich bauen, in glückliches Auffnehmen bringen, und in guten Wolstand beständig erhalten …: sampt beygefügter nützlicher Berg-Ordnung und Bericht von der Bergleute Verrichtung und Freyheiten, Stockholm und Hamburg: In Verlegung Gottfried Liebezeits Buchhändlers, Gedruckt in Leipzig bey Christopff Günthern, 1690

Der erste Teil Allgemeine Bestimmungen für alle Bergwerke war vom ersten Artikel abgesehen neu. Unter anderen wurde an die Einigkeit und Frieden unter den Bergleuten appelliert. Es wurde Wert auf ein ehrbares Leben auf den Zechen und Hütten gelegt, indem man Schlägereien verbot (§§ 5–6).
Im zweiten Teil ging es um die Bergbeamten und Bergstädte. Wiederum wird eine große Anzahl Bergbeamter erwähnt. Wie schon 1559 gibt dies aber nur einen Soll- nicht den Ist-Zustand wieder. Neu war hier die Erwähnung von Knappschaftsältesten und damit die Regelung von Sozialleistungen (§§ 11–13). Die Bergordnung beinhaltete eine Verordnung zur Bekämpfung von Elendszuständen. Danach erhielten arbeitsunfähige Bergleute, Witwen und Waisen ein Gnadengeld. Dieses konnte einmalig oder als fortlaufende Unterstützung ausgezahlt werden. Indes scheinen diese Regelungen nicht in Kraft getreten sein. Die Privilegien der Bergstädte wurden bestätigt (§ 14). Deutlich verschärft waren die Bestimmungen gegenüber den Juden, die nun fast völlig aus dem Montanwesen ausgeschlossen wurden (§ 16).
Der Dritte Teil der Bergordnung befasste sich mit dem Bergbaubetrieb selbst. Deutlich mehr Raum erhielten in den Teilen vier und fünf das Markscheidewesen und die Vermessung der Gruben.
Ähnliches gilt auch für die Bestimmung über die Erbstollen (Teil 6). Der Teil sieben überschrieben mit Schichtmeister, Steiger, Arbeiter beschäftigte sich ausführlich mit den im Bergbau Beschäftigten. Dabei lassen sich sowohl sozialdiziplinarische Aspekte wie auch fürsorgliche Bestimmungen ausmachen. Die Arbeitszeit, die einem Zwölfstundentag entsprach, war ebenso geregelt wie die Pausen der Beschäftigten. Es gab eine Lohnfortzahlung im Krankenfall und eine Unfallrente. Wie schon in der Bergordnung von 1559 wurde gegen Bierschichten und den Blauen Montag vorgegangen.
Im achten Teil, bei dem es im Kern um die Zubußen ging, wurden auch Bestimmungen zur Entlohnung der Bergleute getroffen. Im Teil neun wurden Bestimmungen über Pochwerke und Schmelzhütten getroffen. Der zehnte Teil war dem Münzwesen gewidmet. In Teil elf ging es um Anschnitte, Entlohnung, Rechnungslegung.
Der zwölfte Teil war Eisenstein-Ordnung überschrieben. Diese besonderen Bestimmungen für den Eisenstein lassen sich dadurch erklären, dass die bisherigen Artikel vor allem die „edleren Metalle“ (Kupfer, Blei und Silber) im Blick hatten. Aus diesem Grund sind hier auch Bestimmungen über die Bezahlung im Eisensteinbergbau aufgenommen. Dabei wurde auch ein Verbot der Bezahlung der Arbeiter nicht durch Geld, sondern durch Waren (Trucksystem) ausgesprochen. Die Bergleute in Eisensteinbergwerken waren von der Heranziehung zum militärischen Aufgebot ausgenommen.
Der dreizehnte Teil beschäftigte sich mit den Eisenhütten und erstmals auch mit den Hüttenwerken. Ein Ausgangspunkt war die kritische Absatzlage. Daher wurden Mindestpreise für den inländischen und den ausländischen Absatz von Eisen eingeführt. Der Kauf von Eisenerz aus dem Ausland wurde völlig untersagt. Einbezogen wurden in diesen Teil auch die Holzhauer und die Herstellung von Holzkohle. Die Freizügigkeit von Bergleuten, Hüttenmeister und Hammerschmiede wurden durch das Verbot ins Ausland abzuwandern stark eingeschränkt. Daneben wurden auch die Löhne der in Hütten- und Hammerwerke Beschäftigten festgelegt. Ein Sonderaspekt war die Regelungen für die Breitschmiedezunft in Olpe. Der letzte Teil war dem Bergprozessen gewidmet. Dieser unterschied sich nicht wesentlich von der Bergordnung von 1559.
Es zeichnen sich nach Conrad in der Bergordnung von 1669 verschiedene Tendenzen ab. Der wachsende Zentralismus trug den absolutistischen Bestrebungen der Kurfürsten Rechnung. Das gesamte Personal unterstand nunmehr dem Geheimen Rat und dem Berghauptmann in Bonn Der Berghauptmann hatte eine ministerähnliche Stellung. Er war dem Landesherren direkt unterstellt. Seine richterlichen Kompetenzen in Bergsachen waren umfassend. Ihm unterstellt und damit faktisch mediatisiert waren die Richter der Bergfreiheiten. Auch gab es einen Trend zu Professionalisierung. In diesem Zusammenhang gehört auch ein weiterer Ausbau der Schriftlichkeit. Der Bergschreiber hatten nun fünf verschiedene Bergbücher zu führen. Hinsichtlich der Beschäftigten gingen Sozialfürsorge und Sozialdisziplinierung Hand in Hand. Reinighaus betont, dass die Bergordnung von 1669 stark von merkantilistischen Gedanken geprägt gewesen sei. Der obrigkeitliche Regelungsanspruch zeigte sich insbesondere daran, dass das Bergamt umfassende Kompetenzen erhielt. Ihr Umsetzung stieß daher auf Widerstand, so dass Frantze bereits 1679 darum bat, die Bergordnung erneut revidieren zu dürfen. Dazu ist es nicht gekommen.
Die Bergordnung wurde anders als Conrad behauptet, bereits kurz nach ihrer Veröffentlichung bei einem Bonner Drucker vervielfältigt. Sie scheint unter den Gewerken durchaus auch verbreitet gewesen zu sein. Darauf deutet ein erhaltenes Exemplar aus dem Besitz der Briloner Familie Hövener hin. Wahrscheinlich stammt der Band aus dem Nachlass der Gewerkenfamilie Kannegießer. Gleichwohl kamen Klagen, dass sie unter den Gewerkenwenig wenig bekannt sei. Daher wurde ein neuer Druck angeregt, zu dem aus verschiedenen Gründen nicht kam. Erst 1746 erfolgte ein nichtamtlicher Nachdruck.
Nach Veröffentlichung der Bergordnung von 1669 wurden verschiedene Edikte erlassen, die zum einen den merkantilistischen Geist der Bergordnung bekräftigten, aber auch deutlich machten, dass sich die Betroffenen häufig nicht an die Bestimmungen hielten. Insbesondere das Verbot ausländisches Erze und Eisen einzuführen, wurden als Bedrohung für die Hammer- und Hüttenwerke angesehen. Weil die Betriebe an der Diemel und der Hoppecke, wegen des nicht ausreichend zur Verfügung stehenden Erzes aus den eigenen Bergwerken auf Importe angewiesen waren, haben sie sich nicht an das Verbot gehalten und stattdessen behauptet, ihre Hammerwerke lägen jenseits der Grenze und fielen daher nicht unter das Verbot.

## Weitere Entwicklung des kurkölnischen Bergrechts
Bis zum Ende des Kurstaates kam es nicht mehr zu einer allgemeinen Revision der Bergordnung von 1669. Es sind lediglich Spezialverordnungen ergangen, deren Geltung sich im Wesentlichen auf das Herzogtum Westfalen beschränkte. Es gab Verordnungen zur Gerichtsbarkeit der Bergämter und den Instanzenzug (1676, 1679, 1739, 1743), über die Abgabenfreiheit der Berg-, Hütten-, Hammerleute sowie der Bergbeamten und Gewerkschaften (1679, 1760) über die Breitschmiedezunft in Olpe, Drolshagen und Wenden (1672, 1781, 1788), über die zollfreie Ausfuhr von Eisen und Mineralien (1678), über das Verbot der Eiseneinfuhr (1678), über das Verbot des Handels von Juden mit Eisen, Kupfer usw. (Juli 1678, Dezember 1678, 1768), über das teilweise oder vollständige Verbot der Ausfuhr von Holzkohle (1679, 1746, 1747, 1768, 1769).
Nachdem 1794 infolge des ersten Koalitionskrieges der rechtsrheinische Teil des Kurfürstentums Köln an Frankreich gefallen war, wurde dort die französische Berggesetzgebung eingeführt. Diese blieb auch nach dem Übergang an Preußen 1815 bis zum Erlass des Allgemeinen preußischen Berggesetzes von 1865 in Kraft. In den linksrheinischen Teilen des Kurstaates galt die Bergordnung von 1669 bis zum Erlass des erwähnten allgemeinen preußischen Gesetzes als Partikularrecht weiter. Allerdings hat sich das Bergrecht dadurch, dass dieses Gebiet ab 1803 bis 1815/16 an unterschiedliche Landesherren fiel, in dieser Zeit nicht gleichförmig entwickelt. In dieser Zeit ergingen verschiedene Verordnungen insbesondere von Hessen-Darmstadt für das Herzogtum Westfalen zum Bergwesen. Mit dem Anfall aller Gebiete des früheren Kurstaates an Preußen endete diese unterschiedliche Gesetzgebung. Allerdings fehlte im linksrheinischen bis 1865 ein allgemein geltendes Subsidiarrecht. Das Allgemeine preußische Landrecht galt als solches nur im Vest Recklinghausen und dem Herzogtum Westfalen nicht aber in den anderen Gebieten, wo man auf das gemeine deutsche Bergrecht zurückgreifen musste.
Mit dem allgemeinen Berggesetz für die preußischen Staaten von 1865/68 verlor die Bergordnung von 1669 ihr Gültigkeit. Ein Kuriosum dürfte sein, dass der Bundesgerichtshof 2006 zur Bestimmung des Begriffs Marmor auf die kurkölnische Bergordnung zurückgriff.